# جان بدینگتون
جان بدینگتون (انگلیسی: John Beddington؛ زادهٔ ۱۳ اکتبر ۱۹۴۵) یک مشاور ارشد در مدرسه مارتین آکسفورد و استاد پیشین «ژنتیک جمعیت» در کالج سلطنتی لندن است.